# Oxie och Skytts häraders domsaga
Oxie och Skytts häraders domsaga  var mellan 1865 och 1970 en domsaga i Malmöhus län som ingick i domkretsen för Hovrätten över Skåne och Blekinge.
Domsagan omfattade Skytts härad och Oxie härad och bildades 1 januari 1865 av Oxie, Skytts och Vemmenhögs häraders domsaga efter att Vemmenhögs tingslag överförts till Vemmenhögs, Ljunits och Herrestads häraders domsaga
Domsagan uppgick 1971 i Trelleborgs tingsrätt och dess domkrets.

## Tingslag
- Skytts härads tingslag före 1873
- Oxie härads tingslag före 1873
- Oxie och Skytts häraders tingslag från 1873

## Häradshövdingar
- 1865–1876 Lars Fredrik Holmqvist
- 1877–1880 Peter Olof Glimstedt
- 1881–1883 Per Gustaf Emil Poignant
- 1884–1910 Frits Theodor Aurell
- 1911–1937 Ivar Erik Öhman
- 1937–1954 Per Henrik von Ehrenheim
- 1955–1970 Frans Karl Ivar Öhman